# Charisella elongata
Charisella elongata is een zeeanemonensoort uit de familie Condylanthidae.
Charisella elongata is voor het eerst wetenschappelijk beschreven door Carlgren in 1949.